# Rockford Automobile & Engine Company
Rockford Automobile & Engine Company, vorher Federal Motor Company und Federal Automobile Company, war ein US-amerikanischer Hersteller von Automobilen.

## Unternehmensgeschichte
Die Federal Motor Company wurde 1907 in Chicago in Illinois gegründet. Adam Ziska war Superintendent und John F. Waters der Konstrukteur. Sie begannen mit der Produktion von Automobilen. Der Markenname lautete Federal. Noch 1907 änderte sich die Firmierung in Federal Automobile Company.
1908 zog das Unternehmen nach Rockford, ebenfalls in Illinois. Eine erneute Umbenennung führte zur Rockford Automobile & Engine Company. Der Markenname lautete 1908 Rockford und danach wieder Federal.
Im Mai 1909 übernahm die Industrial Automobile Company aus Elkhart in Indiana das Unternehmen. Möglicherweise entstanden daraufhin noch einige Fahrzeuge mit dem bisherigen Markennamen.
Es gab keine Verbindung zur Federal Motor Vehicle Company, die vorher den gleichen Markennamen benutzte.

## Fahrzeuge
Alle Modelle hatten einen luftgekühlten Zweizylinder-Zweitaktmotor mit 14 PS Leistung. Er war im Heck montiert und trieb über ein Friktionsgetriebe und Riemen die Hinterachse an. Das Fahrgestell hatte 203 cm Radstand. Die Fahrzeuge hatte standardmäßig Vollgummireifen. Gegen einen erheblichen Aufpreis von 100 US-Dollar waren Luftreifen lieferbar.
1907 gab es das Model B. Aufbau war ein offener Runabout mit zwei Sitzen.
1908 wurde daraus das Model C.
1909 war das Model E wahlweise als zweisitziger Runabout oder als zweisitziger Victoria karosseriert. Nun war auch ein Verdeck erhältlich.

## Modellübersicht
| Jahr | Modell  | Zylinder | Leistung (PS) | Radstand (cm) | Aufbau                               |
| ---- | ------- | -------- | ------------- | ------------- | ------------------------------------ |
| 1907 | Model B | 2        | 14            | 203           | Runabout 2-sitzig                    |
| 1908 | Model C | 2        | 14            | 203           | Runabout 2-sitzig                    |
| 1909 | Model E | 2        | 14            | 203           | Runabout 2-sitzig, Victoria 2-sitzig |